# Vorderer Seekopf
Le Vorderer Seekopf est une montagne qui s’élève à 3 282 m d’altitude dans les Hohe Tauern, en Autriche.